# Pampateriídeos
Pampateriídeos (Pampatheridae) é uma família extinta de animais da ordem xenartros. São aparentados as famílias dos gliptodontídeos e dasipodídeos. A família evoluiu na América do Sul durante o isolamento da época Cenozoica. O gênero Holmesina migrou para a América do Norte após a formação do istmo do Panamá durante a grande troca interamericana. Eles extinguiram-se no médio Pleistoceno durante a extinção do Quaternário.